# Philosophie byzantine

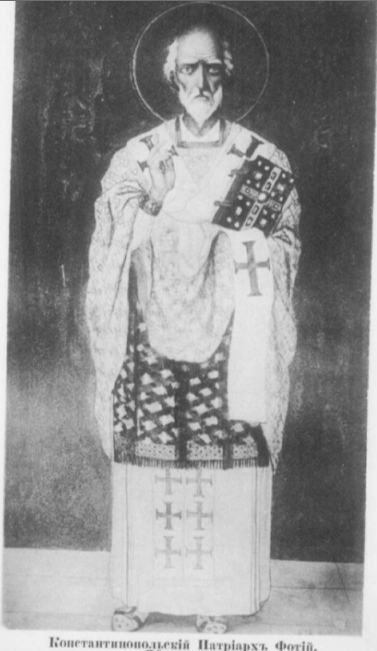
Le patriarche Photios considéré comme le plus grand intellectuel de son temps et celui qui donna un vif élan à la philosophie byzantine.

La philosophie byzantine est constituée des œuvres et des courants philosophiques qui se sont exprimés en grec dans l’Empire byzantin à partir du IXe siècle, prenant leur essor au siècle suivant pour se terminer avec la chute de l’empire au XVe siècle. De très forte inspiration aristotélicienne, platonicienne et néoplatonicienne, elle se démarque à l’occasion difficilement de la théologie, car elle s’est voulue une redécouverte, une continuation et une réinterprétation de la philosophie grecque antique à la lumière de la foi chrétienne telle que transmise par l’Église orthodoxe.

## Origine et définition

### L’éducation dans l’Empire byzantin

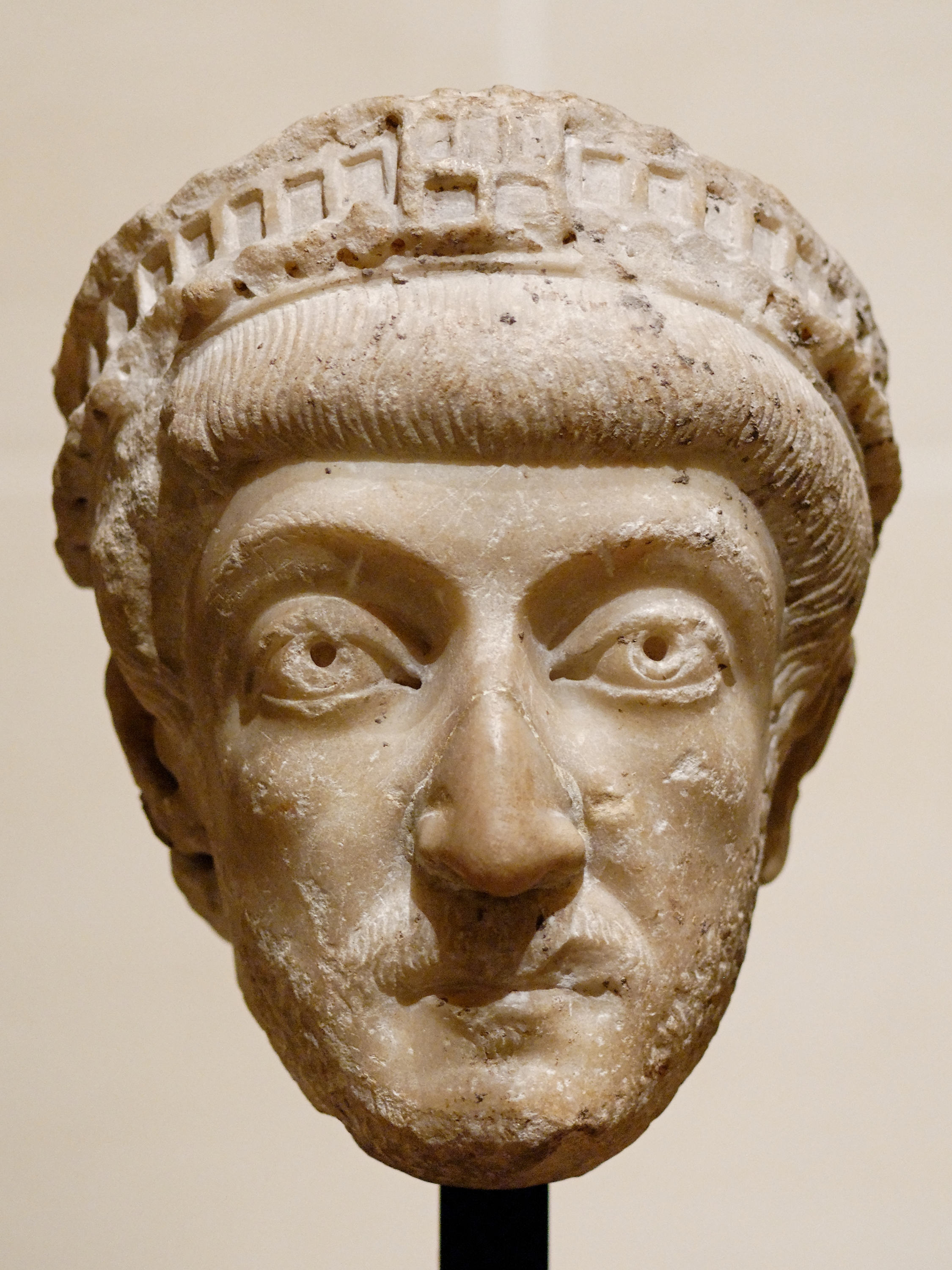
Théodose II créateur du premier établissement d’études supérieures de Constantinople.

L’éducation était fort répandue chez les Byzantins  et le pourcentage d’hommes et même de femmes, phénomène rare en ce temps, sachant lire et écrire plus élevé qu’en Europe ou dans les pays arabes. L’instruction primaire (propaideia) gratuite  était aisément disponible, même dans les villages; l’éducation secondaire (paideia – élèves de 10 à 17 ans), payante,  se faisait dans une école où le maitre avec quelquefois l’aide d’un assistant enseignaient le trivium (grammaire/géométrie/astronomie) et les rudiments du quadrivium (arithmétique/géométrie/astronomie et musique) grâce à l’assimilation de textes de l’Antiquité classique .
Le domaine des études supérieures comprenait généralement la rhétorique, la philosophie et le droit. Son but était de former des fonctionnaires compétents tant pour l’État que pour l’Église, du moins jusqu’à ce que cette dernière crée sa propre université (École patriarcale) consacrée à la formation du clergé,.
Le premier établissement consacré aux études de haut niveau fut fondé en 425 par l’empereur Théodose II (r. 402 – 450) sous le nom de Pandidakterion (en grec byzantin: Πανδιδακτήριον). Il comprenait trente-et-une chaires consacrées au droit, à la philosophie, à la médecine, à l’arithmétique, à la géométrie, etc., quinze d’entre elles enseignées en latin, seize en grec.

### Le conflit entre foi chrétienne et philosophie païenne

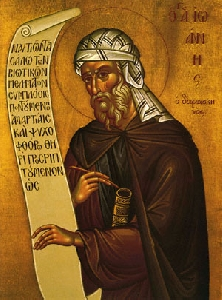
Jean Damascène, théologien et un des fondateurs de la philosophie byzantine chrétienne.

Lorsque les élites grecques converties au christianisme se mirent à l’étude des classiques grecs, une confrontation était inévitable entre la « vraie philosophie » i.e. chrétienne et la « fausse philosophie » i.e. païenne. Toutefois, et contrairement à ce qui se produira en Occident, ni les philosophes, ni les théologiens byzantins ne rejetteront complètement les Anciens, mais tâcheront plutôt de les utiliser à leurs fins. La meilleure illustration de cette approche est sans doute le traité de Basile de Césarée (330-379) « Discours aux jeunes gens sur la meilleure façon de tirer profit des auteurs païens » .  Cette modération (economia) ne fut toutefois pas l’apanage de tous. Au début de la christianisation, l’empereur Julien (r. 360-363) tentera non seulement de restaurer la culture grecque antique, mais également la religion ancestrale, alors qu’au Ve siècle le préfet de Constantinople, Kyros Panopolites, sera banni de Constantinople parce que trop « hellène ». Peu à peu toutefois, se produira une sorte d’osmose, si bien qu’au début du VIIIe siècle, Jean Damascène (vers 676 – 749), moine et théologien d’origine syriaque mais de langue grecque, pourra définir la philosophie comme : 
1. la connaissance des choses (onta) qui existent,
2. la connaissance des choses divines et humaines,
3. la préparation (melete) à la mort,
4. l’assimilation à Dieu,
5. l’art (techne) de l’art et la science des sciences et
6. l’amour de la sagesse.

Ces définitions étaient tirées d’Aristote (1) et (5), des Stoïques (2) et de Platon (3) et (4); elles avaient été rassemblées par des néoplatoniciens de l’école d’Alexandrie comme Ammonios d’Alexandrie (mystique chrétien du IIIe siècle ) , Davit Anhaght (philosophe arménien des VIe siècle et VIIe siècle) et Élias d’Alexandrie (philosophe de l’École d’Alexandrie VIe siècle). Jean Damascène résumait lui-même cette pensée en termes simples : « La philosophie est amour de la sagesse mais la vraie sagesse est Dieu. L'amour de Dieu est donc la vraie philosophie. » .
Quoique de façon arbitraire, on peut diviser l’évolution de la philosophie byzantine en trois périodes, chacune commençant par l’établissement ou la refondation d’une grande école : fin de la dynastie amorienne, début de la dynastie macédonienne (842-959); fin de la dynastie macédonienne, début de la dynastie coménienne (1042-1143), et début de la dynastie paléologienne (1259-1341). De façon tout aussi arbitraire, on pourrait dire que la première période fut consacrée surtout à colliger et à recopier les auteurs anciens, la deuxième à commenter, paraphraser et critiquer ceux-ci, alors que la troisième marquée par les tentatives de rapprochement entre les Églises de Constantinople et de Rome, verra chez la plupart des philosophes une certaine distanciation permettant la critique des auteurs antiques lorsqu’ils s’écartent du dogme officiel, ou au contraire chez certains, l’adoption des Anciens aux dépens de la doctrine de l’Église.

## Historique

### Les précurseurs
On peut trouver les fondements de la philosophie byzantine chez Proclus, philosophe néoplatonicien, né à Constantinople en 412 dans une riche famille, ce qui lui permit d’aller étudier la philosophie à Alexandrie, puis à Athènes auprès de Plutarque le jeune, fondateur de l’école néoplatonicienne de cette ville. Il deviendra le troisième recteur de cette même école en 438 et entreprendra  la plus vaste synthèse philosophique de la toute fin de l'Antiquité grecque. Avec son disciple, Ammonios qui fonda sa propre école à Alexandrie, ils fixeront le curriculum philosophique et y apporteront d’importantes contributions dont la théorie sur la structure et la réalité .

### Première période: 843-959

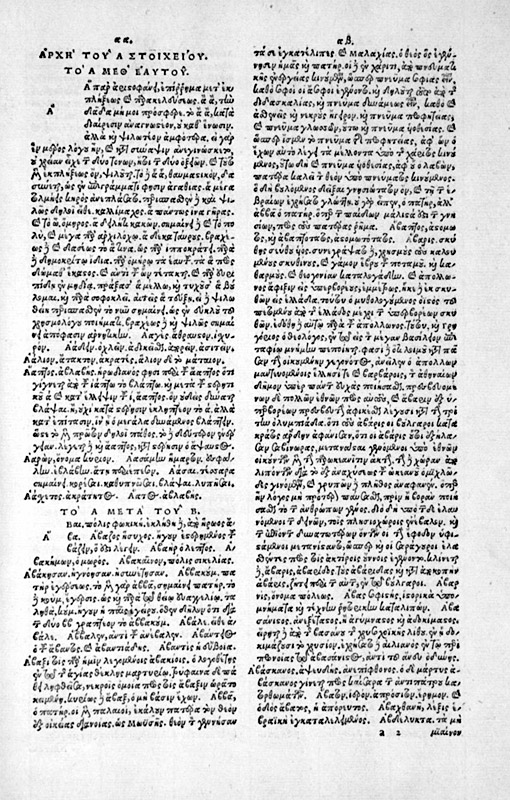
Première page de la Souda, ouvrage illustrant la transformation de la philosophie en « savoir encyclopédique » à la fin de la première période.

Au sortir de la crise iconoclaste (726-843), alors que la vie intellectuelle revenait à la normale et laissait présager la Renaissance macédonienne, l’empereur Michel III (r. 842-867) laissa pendant dix ans les commandes du pouvoir à son oncle, le césar Bardas. Lui-même intellectuel compétent, le césar décida entre 855 et 866 de créer une institution d’enseignement qu’il logea dans le palais de la Magnaure et dont il confia la direction à Léon le philosophe aussi connu comme Léon le mathématicien.
Doué d’une grande soif de connaissance, Léon s’était initié dans sa jeunesse à toutes les sciences connues, c’est-à-dire « « la philosophie et ses sœurs, à savoir l'arithmétique, la géométrie et l'astronomie, et même la musique  (c'est-à-dire les disciplines du quadrivium)», avant d’ouvrir à Constantinople son école, installée dans une maison particulière, où il enseignait toutes les disciplines intellectuelles à des fils de riches familles qui se destinaient à des carrières de fonctionnaires. Sa réputation de savant était telle qu’elle parvint aux oreilles du calife al-Mamun à Bagdad, lequel pria l’empereur Théophile de permettre à Léon de venir à sa cour. Par patriotisme ou par prudence, Léon refusa la proposition et fut nommé vers 840 métropolite de Thessalonique. Déposé en 843 parce qu’iconoclaste avec Jean le Grammairien lors du rétablissement du culte des images, il fut choisi  par le césar Bardas pour diriger son établissement d’éducation. On sait peu de choses sur cette institution qui devait donner une impulsion nouvelle à l’étude des auteurs antiques, sinon que Léon devait y enseigner la philosophie aristotélicienne avec l’aide de trois collègues dont on ne connait que les noms et les fonctions : Théodore (ou Serge), spécialisé en géométrie, Théodègios,  en arithmétique et en astronomie, et Komètas, en grammaire, ,.
Avec Léon émerge la figure d’une personnalité plus soucieuse de philosophie et de science  que de belles-lettres comme en témoigne sa bibliothèque : Platon pour la philosophie, un traité de mécanique  dû à Kyrinos et Markellos pour les mathématiques et des volumes de Théon, Paul d’Alexandrie et Ptolémée pour l’astronomie alors indissociable de l’astrologie .
Le deuxième grand personnage de cette génération fut le patriarche de Constantinople, Photios Ier, une des plus importantes figures des études classiques de l’histoire byzantine ,. D’un savoir encyclopédique, et probablement autodidacte, il avait commencé sa carrière comme enseignant avant d’être nommé vers 850  prôtoasèkrètis, c'est-à-dire chef de la chancellerie impériale. C’est la fonction qu’il occupait lorsqu’il fut nommé patriarche en 858 bien que laïc. Il reçut l’ensemble des ordres ecclésiastiques en six jours, contrairement aux prescriptions du droit canonique, ce qui lui valut d’être désavoué par le pape Nicolas Ier. La querelle entre les Églises de Constantinople et de Rome prit de l’ampleur après l’assassinat du césar Bardas par Basile le Macédonien (r. 867-886). Photios convoqua à l'été 867 un synode qui déclara la papauté et l'Église latine hérétiques. Mais la même année Basile faisait assassiner Michel III, renvoyait Photios et le remplaçait par Ignace qui retrouvait son trône. Exilé au monastère de Stenos, il finit par se réconcilier avec l’empereur qui en fit le précepteur de son héritier, le futur Léon VI (r. 886 – 912), dont les relations avec son père étaient exécrables. Aussi, dès que Léon eut pris le pouvoir, il se hâta de se défaire de Photios dont la carrière fut brisée. Démis de ses fonctions, Photios fut envoyé en exil où il devait mourir.
Sa pensée se retrouve dans trois œuvres principales : le Lexicon, œuvre de jeunesse dans laquelle il explique le sens de mots que l’on retrouve chez les orateurs et auteurs de prose de l’Antiquité ainsi que le vocabulaire d’auteurs chrétiens qui exige une explication,; la Bibliotheca ou Myriobiblos, œuvre énorme comportant 280 chapitres correspondant à 1600 pages dans l’édition moderne, écrite à l’intention de son frère Tarasios et résumant la littérature grecque ancienne qu’il avait lue en l’absence de celui-ci envoyé en ambassade ,; les lettres dont certaines seront reprises dans le Amphilochia, adressées à Amphilohios, métropolitain de Kyzikos, traitant de diverses questions théologiques et laïques : outre des commentaires sur les Catégories d’Aristote, on y retrouve des discussions sur l’admiration proférée par l’empereur Julien à l’endroit de Platon.
Un des disciples de Photios, fut l’archevêque de Césarée, Aréthas (vers 850-932/944) qui commenta les Catégories d’Aristote et l’Isagogē de Porphyre, surtout connu pour avoir colligé et fait recopier de nombreux textes aussi bien de l'Antiquité classique que d’auteurs chrétiens de l'époque patristique, notamment le corpus de Platon.
Sans être lui-même un philosophe, Constantin VII Porphyrogénète (r. 913-959) utilisera les leviers de l'État pour stimuler les initiatives des lettrés, notamment par des copies et compilations d'œuvres anciennes issues de l'Antiquité . On assiste alors à l’essoufflement du renouveau philosophique et à sa transformation en une vaste mémoire encyclopédique dont l’illustration la plus complète est la Suda, à la fois dictionnaire présentant des définitions de mots rares en grec ancien et des formes grammaticales complexes et  encyclopédie commentant des personnes, des lieux ou des institutions.

### Deuxième période: 1042-1143

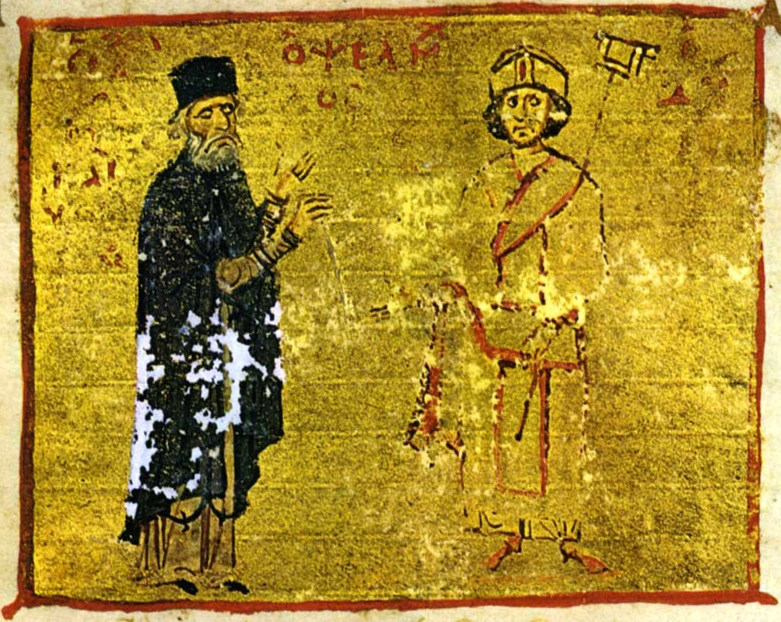
Michel Psellos (à gauche) avec son étudiant, l'empereur Michel VII Doukas.

La deuxième période s’ouvre avec l’arrivée au pouvoir de Constantin IX Monomaque (r. 1042-1055), sénateur devenu empereur après avoir épousé l’impératrice Zoé (r. 1028-1050).  Entouré d’intellectuels comme Jean Mavropous, Constantin Lichoudès, et Jean Xiphilin, son règne sera l'incarnation de ce que l'historien Paul Lemerle a qualifié de « gouvernement des philosophes ».
Comme la première, cette seconde période débutera par la création d’une nouvelle école, consacrée celle-là au droit. Constantin VII avait voulu donner une nouvelle vie à l’école du césar Bardas. À cette fin, il avait nommé le protospathaire Constantin alors mystikos (dignité importante de la fonction publique dont la fonction exacte est inconnue) comme chargé de la philosophie, le métropolite de Nicée Alexandre comme chargé de la rhétorique, le patrice Nicéphore de la géométrie et l’asècrètis Grégoire de l’astronomie. Une discipline manquait toutefois, essentielle dans l’empire qui se centralisait et se bureaucratisait de plus en plus, celle du droit, enseigné jusque-là dans des écoles privées. En 1047, Constantin IX créa une nouvelle école qu’il confia au nomophylax ou « gardien des lois » et qu’il logea également au palais de la Magnaure restauré .
Toutefois, parmi les sciences enseignées,  la philosophie gardait sa position privilégiée comme l’atteste  le juge et historien Michel Attaleiatès : « [Constantin Monomaque] donna vigueur à une école de juristes et nomma un nomophylax. Mais il s’occupa aussi de l’enseignement de la haute philosophie et nomma proèdre  des philosophes un homme qui nous surpassait tous par ses connaissances».
Cet homme était Michel Psellos (1018 – probablement 1078). Grand érudit, c’est également un grand polygraphe, écrivant sur de sujets aussi divers que l’étymologie, la médecine, la tactique, le droit, etc. Pendant ses études, il fit la connaissance d’hommes qui se retrouveront par la suite à des postes clés de l’empire : le futur Michel VII Doukas, Jean Mavropous, Constantin Lichoudès, futur « premier ministre », Jean Xiphilin, futur patriarche de Constantinople. Il dut toutefois abandonner ses études, car sa famille était de revenus modestes, pour aller occuper une position de juge à Philadelphie en Asie mineure. À son retour à Constantinople, il reprend ses études et enseigne la philosophie à l’école Saint-Pierre (enseignement secondaire). Puis, sous Constantin IX il intégra la chancellerie impériale et devint ministre dans tous les gouvernements de Constantin IX jusqu’à Michel VII. Disgracié, il mourut dans une relative obscurité.
Sa pensée philosophique est contenue dans sa Chronographie relatant les évènements de 976 à 1078, ainsi que dans les quelque 500 lettres qu’il écrivit en réponse à des questions posées par ses correspondants ou étudiants puisqu’il continua à enseigner même après être devenu ministre. Bien qu’il y porte une grande attention à l’œuvre d’Aristote, ses préférences vont sans nul doute vers Platon et les Néoplatoniciens et on reconnait qu’il fut une figure-clé de la transmission de l’héritage platonicien à travers le Moyen Âge. Ses œuvres montrent qu’il a lu et assimilé Plotin, Porphyre, Jamblique et spécialement Proclius qu’il considère comme une autorité parmi les anciens. Il trouve entre autres chez lui un système métaphysique pouvant être adapté au christianisme. Toutefois ses théories, par exemple celles contenues dans les Oracles chaldaïques, seront souvent vues comme contraires à la théologie orthodoxe et il dut faire une confession de foi publique pour sa défense,.
Son successeur comme « consul des philosophes » sera Jean Italos (né vers 1020 – mort après 1080). Né vers 1020, il s’installe à Constantinople vers 1050 où il suit les cours de Michel Psellos. Spécialiste de Platon, d'Aristote, de Porphyre et de Jamblique, il commence alors une carrière de professeur au monastère de la Théotokos de Pègè. Sa renommée augmentant sous le règne de Michel VII, il fut nommé pour succéder à son ancien maitre comme « consul des philosophes ». Après un séjour en Italie comme ambassadeur auprès des Normands, il rentre à Constantinople, mais en 1076/1077 un synode condamne ses théories qui auraient méconnu les limites imposées à la raison naturelle et le juste rapport entre philosophie et théologie. Monté sur le trône, Alexis Ier entreprit de combattre l’hérésie à tous les niveaux et, contre l’avis du patriarche,  fit à nouveau condamner Italos à la suite d’un procès que Kaplan qualifie de « stalinien ». Interdit d’enseignement, il fut exilé ,.
En fait, les positions d’Italos n’étaient pas tellement éloignées de celles de Psellos; ce qui semblait inacceptable aux yeux des autorités politiques et religieuses de l’époque était son approche rationaliste de doctrines que l’Église orthodoxe considérait se situer au-delà de la compréhension humaine et que seule l’Église avait pouvoir de déterminer. En d’autres termes, Italos suivait la conception des Anciens selon laquelle la théologie était une partie intégrante de la philosophie  et non une discipline autonome .
Le deuxième successeur de Psellos, nommé probablement après la déposition de Jean Italos, devait être Théodore de Smyrne (milieu du XIe siècle – après 1112). On sait peu de choses sur ce haut fonctionnaire de l’administration byzantine sauf qu’il exerça la fonction de juge, puis de  prōtoproedros et enfin de curopalate. De son activité littéraire, qui dut être importante, ne subsistent que des vestiges dont des commentaires sur Aristote et un traité contre l'Église latine sur les azymes et la procession du Saint-Esprit.
Érudite et historienne, Anne Comnène contribua à l’essor de la philosophie en commanditant une série de commentaires sur certaines œuvres d’Aristote, jusque-là peu connues. Deux des auteurs qui apportèrent leur contribution à ce travail furent Eustratios de Nicée et Michel d’Éphèse. 
Eustratios de Nicée fut un disciple de Jean Italos; il échappa de justesse à la condamnation d’Italos qui englobait maitre et disciples en souscrivant à cette condamnation. Il put alors conserver son poste de directeur de l’école  de Saint-Théodore, Ta Sphôrakiou. Il s'assura par la suite la faveur de l'empereur Alexis Comnène en défendant dans deux traités sur les icônes le point de vue du souverain contre les accusations d'iconoclasme portées par le métropolite Léon de Chalcédoine et fut nommé métropolite de Nicée. L’empereur désirant convertir la minorité arménienne (monophysite) de Bulgarie, il composa un « discours dialectique sur les deux natures du Christ », puis le schéma de deux traités sur le même sujet. Mais comme dans le cas de Psellos et d’Italos l'imprudence de son langage de « dialecticien » scandalisa les bien-pensants  . Un long procès s’ensuivra au cours duquel l’empereur et le patriarche Jean IX Agapètos tentèrent de plaider en sa faveur; mais le procès se termina par sa condamnation. Eustratios devait mourir quelques années plus tard.
Dans les commentaires à Aristote qui sont parvenus jusqu’à nous, Eustratios suit manifestement les anciens Néoplatoniciens, bien que sur certains sujets, comme la connaissance des principes premiers, il appuie des thèses plus proches de la doctrine chrétienne. Contrairement à Platon et à Aristote, il ne croit pas que l’âme humaine se réapproprie la connaissance qu’elle avait à l’origine, ni qu’elle ne possède qu’une connaissance virtuelle qui se concrétise progressivement. Selon lui, l’âme humaine telle que créée par Dieu est déjà parfaite, c’est-à-dire qu’elle a pleine connaissance des principes premiers et des concepts immédiatement évidents, mais que l’être humain en perd progressivement la connaissance et la compréhension en raison des instincts de son corps .
On ne sait à peu près rien de la vie de Michel d'Éphèse sauf qu’il enseignait la philosophie à l’université de Constantinople et qu’avec Eustratios de Nicée, il faisait partie du cercle mis sur pied par Anne Comnène pour poursuivre l’étude des œuvres moins connues d’Aristote. Toutefois sa renommée comme commentateur d’Aristote était bien établie et on a comparé sa méthode d’exposition et d’interprétation à celle d’ Alexandre d'Aphrodise, commentateur d’Aristote au IIe siècle. Ses commentaires sur plusieurs ouvrages d’Aristote, en particulier la Métaphysique, les Parties des Animaux et Génération des Animaux s’inscrivent dans la ligne des néoplatoniciens et dans la tradition d’Étienne d’Alexandrie .
Au siècle suivant, Théodore Prodromos (vers 1100 – vers 1170) continua la tradition des commentaires détaillés sur les œuvres d’Aristote, notamment sur les Seconds Analytiques où se sent l’influence déterminante d’Eustratios de Nicée.  Auteur prolifique, il œuvra surtout dans les domaines de la poésie et de la rhétorique, mais on lui doit sur le plan philosophique un autre commentaire sur les Seconds Analytiques d'Aristote, également fortement influencé par Eustratios de Nicée.
Tous les érudits de l’époque n’étaient pas de fervents admirateurs d’Aristote, de Platon et des Néoplatoniciens. Ce fut le cas entre autres de Nicolas de Méthone, évêque de cette ville vers 1150, lequel au nom du christianisme orthodoxe, rédigea une réfutation détaillée des Éléments de théologie de Proclus. Selon lui et les théologiens orthodoxes conservateurs, les influences néoplatoniciennes sur le dogme chrétien ne pouvaient que détourner les fidèles de la vraie foi. Ainsi, il s’élève systématiquement contre les propositions de Proclus tentant de démontrer que le premier principe de l’Univers est « un », considérant cette proposition comme contraire au dogme de la Trinité .
Le sac de Constantinople par les Croisés en 1204 devait s’avérer catastrophique pour les institutions d’enseignement. Nombre d’intellectuels durent s’expatrier, certains vers l’Italie, d’autres vers l’Empire de Nicée où Théodore II (r. 1254 – 1258) était lui-même un lettré, auteur de deux ouvrages sur la philosophie naturelle, le Kosmikē dēlōsis (Exposition cosmique) et le Peri phusikēs koinōnias (Sur la communauté physique) dans lesquels il s’appuie sur des schémas mathématiques simples pour comprendre la théorie des éléments et la cosmologie.

### Troisième période: 1259-1341

La querelle du Filioque devait être au cœur des débats théologiques sur la réunion des Églises et influencer durablement la philosophie byzantine de l’époque.

Après la reprise de la ville par Michel VIII Paléologue, en 1261, l'enseignement officiel fut restauré par le grand logothète Georges Acropolite, qui fonda une modeste école où les cours étaient axés sur la philosophie d'Aristote, la géométrie d'Euclide et l'arithmétique de Nicomaque de Gérase. En 1266, le patriarche Germain III (patriarche 1223 – 1240) restaura l’école patriarcale. Mais ce fut sous Andronic II (r. 1282 – 1328) que devait être fondée une nouvelle école impériale, la Scholeion basilikon, sous la juridiction du grand logothète Théodore Métochitès. Durant cette période qui devait être marquée par les tentatives de réunification des Églises catholique romaine et orthodoxe, le débat théologique influença profondément les discussions philosophiques, la question de la procession du Saint Esprit (la querelle du Filioque) demeurant au cœur de cette division.
La figure centrale du début de la restauration paléologue fut Nicéphore Blemmydès. Né en 1197, il avait dû fuir Constantinople avec sa famille et se réfugier en Bithynie où il fit des études de médecine, physique, philosophie, théologie, mathématiques, logique et rhétorique. Après avoir fondé une école à Smyrne à la demande de l’empereur, puis après avoir dirigé l’école impériale de Nicée de 1238 à 1248, il dut se retirer en butte aux tracasseries du clergé de la ville.  Il se fit alors moine et en 1241 fonda un monastère à Ématha, près d’Éphèse dont l’école se consacra à la formation des futurs moines et des novices. Dans une note préliminaire à son traité sur la logique, écrite apparemment en 1237 à la demande de l’empereur Jean III Vatatzès (r. 1222-1254), il insiste sur l’utilité de la logique en théologie. Ses services devaient être requis à de nombreuses reprises pour défendre la position orthodoxe lors des débats gréco-latins de 1234 et 1250, écrivant des traités sur la procession du Saint-Esprit, et se faisant le défenseur de la formule patristique ancienne selon laquelle le Saint-Esprit procède du Père « par » le Fils, .
Mieux connu comme historien, Georges Pachymère (1242-vers 1310), enseigna à l’école patriarcale et écrivit un volumineux traité intitulé « Philosophia », paraphrasant Aristote et traitant non seulement de logique et de philosophie naturelle, mais aussi de métaphysique et d’éthique, en plus du dernier commentaire byzantin connu sur Platon, une continuation des Paramidès,  commentaire incomplet de Proclus  dans lequel il applique une méthode d’interprétation « logique » (c.a.d. non métaphysique). C’était également un grand collectionneur, traducteur et éditeur de manuscrits de philosophes .
Le règne d’Andronic II voit aussi l’apparition d’un philosophe original, Nicéphore Choumnos (vers 1250/1255 – 1327) qui écrit sur la philosophie naturelle sans référence aux auteurs anciens. Premier ministre de l’empereur pendant près de onze ans, il sera évincé par son grand rival intellectuel, Théodore Métochitès. Il vécut alors quelque temps sur ses domaines avant d’être fait gouverneur de Thessalonique, la deuxième plus grande ville du pays où il restera jusque vers 1326, continuant de longues polémiques avec son rival politique et intellectuel.
L’approche de Choumnos est unique en ce sens qu’il applique une logique philosophique, c’est-à-dire par inférence à des principes et définitions acceptées universellement, à des idées théologales acceptées. S’il s’avère un ardent défenseur d’Aristote, il n’embrasse pas l’ensemble de son système, préférant plutôt donner une justification rationnelle et philosophique aux doctrines de la théologie chrétienne. Ses attaques contre les théories platoniciennes de la substance et des formes ou sa réfutation des théories de Plotin sur l’âme tendront de même à prouver la validité des enseignements chrétiens .
Rival de Choumnos, Théodore Métochitès (1270 – 1332) parviendra à remplacer ce dernier comme grand logothète d’Andronic II. Durant cette période, il mit en place un service d'enseignement public appelé Mouseîon en souvenir de l'institution d'Alexandrie et s’avéra un grand protecteur des arts et des sciences . Sa carrière politique fut interrompue en 1328 lorsque l’empereur sera détrôné par son petit-fils. Exilé pendant quelques mois, il put revenir à Constantinople où il se retira au monastère de la Chora qu’il avait fait restaurer.
Homme d’État le jour, Métochitès, pénétré de la culture et de la langue de l'antiquité grecque, consacrait ses temps libres aux travaux intellectuels. Écrivain versatile, il admire Aristote et surtout Platon, mais comme Choumnos, il est loin d’admettre toutes leurs opinions. Ainsi son Sēmeiōseis gnōmikai (Miscellanées ) est une collection de cent-vingt essais sur des sujets variés (politique, histoire, philosophie morale, esthétique, littérature grecque classique) dans lequel il n’hésite pas à critiquer l’obscurité d’Aristote et l’utilisation du dialogue chez Platon. Nombre de ses essais constituent des méditations sur la fugacité de la vie humaine; d’autres des paraphrases ou commentaires sur la philosophie d’Aristote telle que contenue dans ses divers traités.
Devenu très jeune orphelin, Nicéphore Grégoras (vers 1295 – 1360) fit ses premières études sous la tutelle de son oncle Jean, métropolite d’Héraclée. Vers 1315, il arriva à Constantinople où il étudia la logique et la rhétorique sous la direction du futur patriarche Jean XIII Glykys, la philosophie et l’astronomie sous celle de Théodore Métochitès qui lui fit découvrir la philosophie d’Aristote. Grégoras devait devenir le successeur intellectuel de Métochitès, s’installant au monastère de la Chora où il dirigeait une école.
Ayant atteint une enviable renommée dans le cercle des savants et humanistes byzantins, il fut mêlé aux querelles entre Andronic II et son petit-fils, Andronic III, puis à celles opposant Jean V Paléologue (r. 1341 - 1376, 1379 – 1390, septembre 1390 - février 1391) et le futur Jean VI Cantacuzène (r. 1347 – 1354). Mais ce qui marqua le plus son activité philosophique fut la longue lutte qu’il mena contre le Calabrais Barlaam, en 1330 d’abord lors d’un débat public auquel le défia ce dernier, puis à partir de 1340 lorsque Barlaam alluma à Thessalonique la controverse de l’hésychasme qui devait diviser l’empire pendant dix ans. Avant tout rhéteur, c’est dans cette querelle qui se continuera jusqu’à la fin de sa vie qu’il touchera divers sujets philosophiques, notamment sa critique d’Aristote dans le dialogue Phlorentius, manifestement basé sur sa première rencontre avec Barlaam.
Grégoras devait aussi entrer en conflit avec un autre théologien et philosophe, également mêlé au conflit entre Jean V Paléologue et Jean VI Cantacuzène : Grégoire Palamas (1296 – 1359). D’origine aristocratique, Palamas préféra très jeune la vie monastique du Mont Athos à  l’administration impériale. Ordonné prêtre en 1326, il commença en 1336 un échange de correspondance avec Barlaam qui lui permettra de concevoir et de structurer sa doctrine, le palamisme. Bientôt cette querelle religieuse s’étendra à  la société civile,  Jean VI,   nombre de clercs importants  et les moines du Mont Athos dont la spiritualité se basait sur l’hésychasme prenant le parti de Palamas. La crise politico-religieuse se dénoua en 1347 lorsqu’un concile déposa le patriarche Jean Kalékas et confirma l’orthodoxie des thèses de Palamas. Jean Cantacuzène devint alors co-empereur avec le jeune Jean V, Isidore devint patriarche de Constantinople et Palamas métropolite de Thessalonique. Tout en effectuant diverses missions diplomatiques pour l’empereur, Palamas continua sa lutte contre Grégoras rédigeant entre 1356 et 1358 ses Quatre traités contre Grégoras.
Selon Palamas, si la substance (ousia) de Dieu demeure inconnue à l’homme, celui-ci peut en faire directement l’expérience grâce aux activités (energeiai) divines visibles par l’homme. Dans ses « 150 chapitres » Palamas dénonce les vues qu’il juge erronées des philosophes anciens aussi bien tenants d’Aristote que de Platon, en consacrant les vingt-neuf premiers chapitres à définir la philosophie naturelle, mettant les faits concernant le monde dans son ensemble (par opposition aux faits particuliers comme les phénomènes astronomiques) dans la même catégorie épistémologique que les faits concernant Dieu et les hommes.
Au cours de cette troisième période, nombre de philosophes tendirent à s’identifier comme « aristotéliciens » ou « platoniciens » contrairement aux tentatives des époques précédentes qui visaient essentiellement à réconcilier les deux tendances. Déjà présents chez Grégoras et Métochitès les sentiments anti-aristotéliciens devinrent plus évidents chez George Gémiste Pléthon (vers 1360-1452).
Né à Constantinople entre 1355 et 1360, Georges Gemistos fit d'abord ses études au sein de l'école platonicienne de Constantinople, puis en milieu cosmopolite à Andrinople, où enseignaient chrétiens, juifs et musulmans, avant de revenir enseigner à Constantinople, où ses cours sur Platon firent scandale et faillirent lui valoir d’être arrêté pour hérésie. Mais l'empereur Manuel II Paléologue (r. 1391 – 1425), qui était son ami et son admirateur, préféra l’exiler à Mistra, devenu un important centre intellectuel dans le despotat de Morée.  Membre de la délégation byzantine à titre de délégué laïc au concile de Florence (1437-1439) alors qu'il était déjà octogénaire, il donna dans cette ville de nombreuses conférences qui firent revivre la pensée platonicienne en Europe de l’Ouest. C’est à cette époque qu’il commença à utiliser le pseudonyme de Pléthon.  De retour à Mistra, il fut nommé au Sénat et devint magistrat de la ville. Il passa ses dernières années à enseigner, à écrire et à poursuivre la lutte qui l'opposait à Gennade II Scholarios, patriarche de Constantinople et défenseur d’Aristote.
C’est à la suite de ses conversations avec les intellectuels florentins qu’il devait écrire son pamphlet « Sur les différences entre Aristote et Platon » dans lequel il cherche à montrer comment Aristote est inférieur à Platon, même s’il était plus admiré en Europe de l’Ouest où on avait redécouvert les anciens auteurs grecs, en partie grâce aux exilés de Constantinople ayant fui la ville après la quatrième croisade et les guerres civiles qui suivirent la restauration. Dans cet ouvrage, il compare le concept de Dieu chez Aristote et Platon, soulignant les faiblesses des théories d’Aristote. Ceci lui valut une riposte immédiate du patriarche Gennade II Scholarios, intitulée « À la défense d’Aristote ». Ce sur quoi Pléthon devait publier une  Réplique où il soutient que le dieu de Platon ressemblait plus à celui de la doctrine chrétienne que le dieu d'Aristote. La querelle devait durer trente ans et se terminer par la publication du "Contre les calomniateurs de Platon" (v. 1469)  du cardinal Bessarion.

## Les principaux thèmes de la philosophie byzantine
Tout au long de son évolution, la philosophie byzantine se concentra sur les vérités premières concernant l’homme et le monde dans lequel il vit. En ce sens elle demeurait « la science de l’extérieur » alors que la théologie était « la science de l’intérieur ». L’une et l’autre étaient dès lors complémentaires alors qu’en Occident la philosophie demeurait « la servante » de la théologie ou sa « toile de fond ».
En Occident, les humanités classiques disparurent avec les invasions barbares, remplacées par une profonde méfiance face aux « idées païennes » telle qu’en témoigne la question de Tertullien : « En quoi Athènes a-t-elle à voir avec Jérusalem ? ».  Les Pères de l’Église grecque enseigneront au contraire que Dieu peut être découvert à travers les philosophes grecs. « Tous ceux qui vivent en appliquant les méthodes de la raison (logos) sont des chrétiens, même s’ils sont classés parmi les athées […] car chacun grâce à la présence en lui du divin logos a bien parlé […] et ce que tout homme a dit, alors qu’il était bien guidé, nous appartient à nous chrétiens".
L’Église grecque en arriva ainsi à la conclusion que l’étude de la sagesse ancienne était à la fois utile et désirable à condition que les chrétiens en rejettent les idées erronées pour ne conserver que ce qui était vrai et bon, tel qu’exprimé dans le traité de Basile de Césarée déjà mentionné, « Exhortation aux jeunes gens sur la meilleure façon de tirer profit des écrits des auteurs païens » . Ce faisant les Pères de l’Église grecque ne cherchèrent pas à emprunter l’essence ou le contenu de la pensée antique, mais plutôt à adopter la méthode, les moyens techniques, la terminologie les structures logiques et grammaticales de la langue grecque pour édifier la théologie et la philosophie chrétienne.
Pour les Byzantins, la destinée ultime de l’homme était de parvenir à la « theosis », c’est-à-dire l’union, l’intégration avec la divinité (sans être absorbée en elle comme dans le panthéisme indou). La « theosis » devint synonyme de « salut » ou de « vie éternelle en la présence de Dieu », la damnation étant au contraire l’absence de Dieu dans la vie humaine. Et cette « theosis » s’obtenait grâce à l’expérience religieuse.
Ceci n’était guère éloigné de la pensée antique grecque selon laquelle la theosis ne devait pas être atteinte par la théologie, mais par la philosophie, par l’étude (paideia) et le développement de l’intelligence, tel que défini au IVe siècle par le rhéteur et philosophe païen Thémistios (vers 317 – vers 388) : « La philosophie n’est rien d’autre que l’assimilation en dieu en autant que la chose soit possible à l’humain » .
De façon plus théorique les principaux thèmes de la philosophie byzantine seront :
- la substance ou l’essence de Dieu dans ses trois hypostases (Père, Fils, Esprit Saint) ainsi que les deux natures du Fils;
- la création de l’Univers par Dieu et ses limites dans le temps;
- le processus continu de la création et l’intention qu’il révèle;
- le monde perçu en tant que réalisation dans le temps et dans l’espace dont l’hypostase se trouve dans l’esprit divin (nous)[65].

## Autres traditions philosophiques

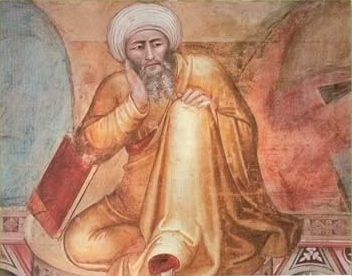
Averroès, dernier grand représentant de la philosophie arabe du Moyen Âge.

La philosophie byzantine ne se développa pas de façon isolée; elle était l’une des quatre grandes traditions du Moyen Âge, les trois autres étant la philosophie arabe, la philosophie juive et la philosophie latine.
S’exprimant en arabe et quelquefois en perse, la philosophie arabe eut cours du IXe siècle jusqu’à la mort d’Ibn Rushd (Averroes) en 1198, après quoi l’intolérance religieuse ne permit plus le développement d’une philosophie indépendante. Débutant peu après la philosophie arabe avec laquelle elle a des liens très profonds, la philosophie juive se développa dans les colonies établies à la fois dans le monde arabe et dans l’Europe chrétienne pour s’éteindre vers le XVe siècle. Dans l’Occident latin, un courant philosophique original prit naissance à la cour de Charlemagne sans que l’on puisse lui attribuer une fin bien déterminée autre que la Renaissance dont le début varia avec les pays .
Prises dans leur ensemble, ce sont moins les différences entre chacune qui frappe que ce qui les unit. Toutes quatre utilisent la philosophie grecque antique, en particulier telle qu’enseignée par les écoles néoplatoniciennes comme leur héritage commun. Deuxièmement, elles se sont influencées mutuellement au cours de leur existence : les philosophes médiévaux juifs furent profondément influencés par les philosophes arabes et la traduction de ces mêmes philosophes transforma le courant philosophique de l’Occident latin à partir du XIIe siècle. Seule la philosophie byzantine s’appuyant sur l’héritage antique fut moins ouverte aux autres courants bien qu’il se fit diverses traductions du latin vers la fin du Moyen Âge. Enfin, ces quatre philosophies appartenaient à des cultures où dominait une religion monothéiste révélée. Bien que les relations entre ces doctrines religieuses et les spéculations philosophiques aient varié d’une tradition à l’autre, voire d’une époque à l’autre au sein de chacune d’elles, les questions qu’elles posaient sur le sens de l’homme et sa relation à la divinité étaient sensiblement les mêmes et les questions théologiques devaient exercer une profonde influence sur le développement de la pensée philosophique .

## Les principaux philosophes byzantins
- Proclus, néoplatonicien né à Constantinople en 412 à Constantinople, et mort à Athènes en 485. Considéré comme le précurseur de la philosophie byzantine.
- Étienne d'Alexandrie, né vers 580, et mort vers 642.
- Jean Damascène, né à Damas vers 676, mort au monastère de Mar Saba (Palestine) en 749.
- Léon le Philosophe ou Léon le mathématicien, né entre 790 et 800 et mort à Constantinople (?) après 869.
- Aréthas de Césarée, né vers 860 à Patras, toujours en vie en 932.
- La Souda,  encyclopédie grecque de la fin du Xe siècle dont l’auteur ou les auteurs sont anonymes.
- Photios Ier de Constantinople, né vers 820 à Constantinople, mort en exil en 891 ou 897.
- Michel Psellos, né à Constantinople en 1018, mort à Constantinople peu après le décès de Michel VII (1078 ?).
- Jean Italos, né en Italie du sud vers 1020, mort après 1082.
- Eustrate de Nicée, né vers 1050, mort vers 1120/1130.
- Michel d'Éphèse, milieu du XIe siècle.
- Théodore Smyrnaios (Théodore de Smyrne), mentionné pour la première fois en 1082, mort semble-t-il après 1112.
- Nicolas de Méthone, né au début du XIIe siècle, mort en 1160/1166.
- Nicéphore Blemmydès, né à Constantinople en 1197, mort à Constantinople vers 1269.
- Nicéphore Choumnos, né à Thessalonique vers 1250/1255, mort à Constantinople en 1327.
- Théodore Métochitès, né en 1270 à Constantinople, mort à Constantinople en 1332.
- Joseph le Philosophe, né à Ithaque vers 1280, mort dans un monastère des environs de Thessalonique vers 1330.
- Grégoire II de Chypre, né à Lapithos (Chypre) en 1241, mort à Constantinople en 1290.
- Nicéphore Grégoras, né vers 1295  à Héraclée du Pont, mort à Constantinople en 1360.
- Grégoire Palamas, né à Constantinople en 1296, mort à Thessalonique en 1359.
- Gémiste Pléthon, né à Constantinople entre 1355 et 1360, mort à Mistra en 1452.
- Manuel Chrysoloras, né à Constantinople vers 1355, mort à Constance en 1415.
- Jean Argyropoulos, né vers 1395 (?)  à Constantinople et mort à Rome en 1487.
- Théodore Gaza, né à Thessalonique vers 1400, mort à Rome vers 1478.
- Gennade II Scholarios, né à Constantinople vers 1400, mort en Macédoine vers 1473.
- Georges Amiroutzès, né à Trébizonde au début du XVe siècle, mort vers 1470.
- Michel Apostolius, né à Constantinople vers 1422 et mort le 18 juin 1478.
- Andronic Calliste, né à Constantinople au début du XVe siècle, mort à Londres après 1476.